# Richard Shaull
Richard Shaull (1919, Felton, York (Pensilvania) - 15 de octubre de 2002, Ardmore, Pensilvania) fue un teólogo presbiteriano estadounidense, pionero de la teología en Hispanoamérica, precursor de la teología de la liberación y estudioso de la experiencia del pentecostalismo entre los pobres de América Latina.

## Estudios
En 1938 obtuvo su licenciatura en Sociología en el Elizabeth College en Pensilvania y luego estudió en el Seminario Teológico de Princeton, donde se graduó en Teología en 1941 y obtuvo la maestría en 1946. En 1959 obtuvo el doctorado del mismo seminario, bajo la dirección de Paul Lehmann, teólogo influenciado por el pensamiento y la vida de Dietrich Bonhoeffer, tras conocerlo durante su estadía en los Estados Unidos.

## Misionero
En 1941 Shaull fue ordenado como pastor. Entre 1942 y 1950 él y su esposa estuvieron en Colombia como misioneros de la Iglesia Presbiteriana. En 1950 se dirigió Estados Unidos para profundizar sus estudios en el Union Theological Seminary de Nueva York. En 1952, Foster Stockwell, rector de Facultad de Teología, invitó a Richard Shaull a dar una serie de conferencias, que Años después se transformaron en textos emblemáticos para el quehacer teológico latinoamericano. Estas reflexiones se originaron en su vivencia misionera en Colombia, donde los conflictos sociales y políticos se agudizaron por esos años y donde por entonces la vida de las iglesias protestantes estaba marcada por la intolerancia conservadora reinante y él mismo experimentó la persecución. Allí, como misionero y pastor y pudo conectarse con una nueva generación de jóvenes en búsqueda de una fe más actualizada y una teología más al día que no se hallaba en la iglesia.
Se estableció en Brasil en 1952 y trabajó con jóvenes de la Confederación de Juventudes Presbiterianas en procesos de concienciación sobre los problemas sociales más graves, relacionándose con la gente de las favelas (los barrios más pobres: tugurios o villas miserias) y las zonas rurales. Participaron en campañas de alfabetización, entrenamiento de laicos y de evangelización. Trabajó con la Unión Cristiana de Estudiantes del Brasil, UCEB, de la cual fue nombrado secretario general en 1955. Fue además profesor del Seminario Teológico do Sul, en Campinas. Fue el primero que presentó a los estudiantes protestantes del Brasil y luego del resto de América Latina las implicaciones políticas de la vida y el pensamiento teológico de Dietrich Bonhoeffer.
Otra importante área de su labor misionera la llevó a cabo en el Sector de Responsabilidad Social de la Confederación Evangélica del Brasil (CEB), creado en 1955 bajo la dirección de Waldo César. Con su apoyo y el de la UCEB, hizo parte de un grupo de dos parejas, un pastor joven, dos presbíteros obreros, un seminarista, un sindicalista cristiano y un intelectual uruguayo, que arrendaron una casa en el barrio Villa Anastacio, en São Paulo y trabajaron como obreros en la industria siderúrgica, envangelizando y participando en actividades por los derechos de los trabajadores entre 1957 y 1959. Surgieron desacuerdos en la Iglesia Presbiteriana sobre la labor de Shaull, que renunció de su cátedra en el Seminario de Campinas y en 1960 fueron expulsados los estudiantes que defendían puntos de vista similares al suyo.

## Proyecciones
La proceso de la UCEB y del Sector de Responsabilidad Social de la iglesia fructificó de todos modos, en los años 60, en la conformación de un movimiento latino americano: Iglesia y Sociedad en América Latina ISAL, del cual formaron parte los principales teólogos protestantes de la liberación, como el argentino José Miguez-Bonino, el uruguayo Julio de Santa Ana y el brasileño Rubem Alves. La CEB fue disuelta por el régimen militar de Brasil y aun antes, Waldo Cesar fue destituido y la comisión brasilera de ISAL suspendida, sin embargo ISAL amplió su radio de acción gracias a la Federación Universal de Movimientos Estudiantiles Cristianos (FUMEC).
Desde 1962 hasta su jubilación en 1988, Shull fue profesor en Princeton. Se dedicó también a exponer y escribir sobre la "teología de la revolución": consideraba legítimo deseo popular de sustituir las estructuras sociales injusta. Se oponía por una parte a la violencia y a la concepción marxista de la revolución, que deshumanizaba y sustituía un poder opresor por otro. Rechazaba la reducción de la dimensión de la acción humana únicamente a la promesa escatológica, pues para él, revolución y mediación
por la paz, acción humana y acción divina se complementaban en la historia a favor de la humanización continua de las sociedades humanas y culminaban en el Reino de Dios.
En 1985 regresó a Brasil. Los últimos años de su vida los dedicó a estudiar la importancia del pentecostalismo como respuesta de los pobres. Consideraba que los pentecostales representan a los sectores marginales de América Latina y veía en ellos "signos de esperanza; en su liturgia, construida sobre la base de su cotidianidad y desde el dolor de Dios, esto es desde el sufrimiento y agonía, ellos construyen imaginarios de esperanza". A manera de balance, destacó los aportes de la teología de la liberación, pero a la vez afirmó que al alcanzar solamente a una pequeña minoría, mientras la teología de la liberación optaba claramente por los pobres, estos optaron por el pentecostalismo. Para Shaull, los pobres desde su espiritualidad construyen diques de esperanza, frente al modelo neoliberal y sus estragos, a partir de la experiencia del milagro de estar vivos y de sobrevivir a pesar de la exclusión.
En 2003 fueron publicadas en Brasil sus memorias, con el título Surpreendido pela Graça.